# Epping (Moselle)
Epping (deutsch Eppingen) ist eine französische Gemeinde mit 566 Einwohnern (Stand 1. Januar 2022) im Département Moselle in der Region Grand Est (bis 2015 Lothringen). Sie gehört zum Arrondissement Sarreguemines und zum Kanton Bitche.

## Geografie
Epping liegt im Norden Lothringens im Regionalen Naturpark Vosges du Nord, zehn Kilometer nordwestlich von Bitsch und etwa zwei Kilometer von der deutsch-französischen Grenze entfernt.

## Geschichte
Der Ort wurde 1340 als Eppingen erwähnt. 1811 wurde Urbach mit Epping vereinigt.

### Bevölkerungsentwicklung
| Jahr      | 1962 | 1968 | 1975 | 1982 | 1990 | 1999 | 2008 | 2019 |
| Einwohner | 496  | 502  | 409  | 477  | 473  | 511  | 568  | 572  |

## Belege
1. ↑  Bernd Gölzer: Zwei Briefe der Puller von Hohenburg über Steblingen und Utweiler von 1310 und 1340. In: Saarpfalz, Homburg 2013, ISSN 0930-1011, S. 56–63
2. ↑  Dictionnaire topographique de l'ancien département de la Moselle, Paris 1874, S. 263. Online